# Boloria novoplesiensis
Boloria novoplesiensis är en fjärilsart som beskrevs av Gesátko 1944. Boloria novoplesiensis ingår i släktet Boloria och familjen praktfjärilar. Inga underarter finns listade i Catalogue of Life.